# Ammelshain
Ammelshain ist ein Ortsteil der sächsischen Stadt Naunhof im Landkreis Leipzig.

## Geografie

### Lage

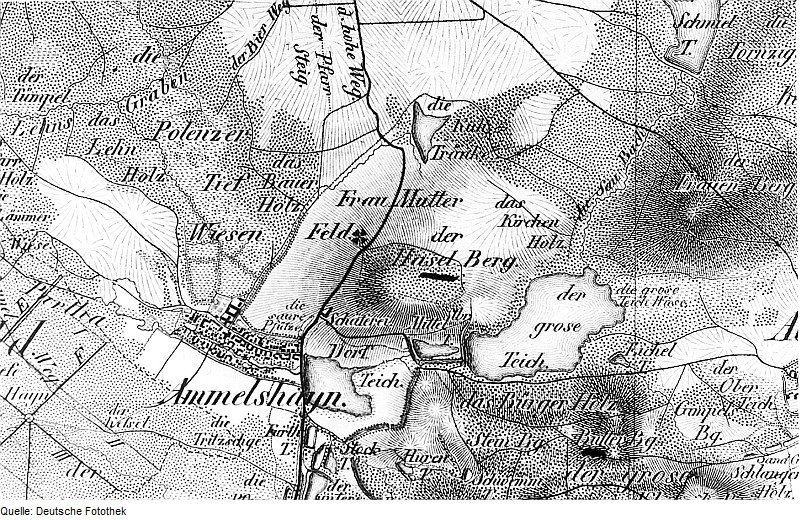
Ammelshayn auf einer Karte von Hermann Oberreit (1836–39)

Ammelshain liegt etwa 19 Kilometer ostsüdöstlich der sächsischen Großstadt Leipzig in der Leipziger Tieflandsbucht. Durch den Ort fließt die Faule Parthe.

### Nachbarorte
| Waldsteinberg | Polenz                                      |            |
| Eicha         | Kompassrose, die auf Nachbargemeinden zeigt | Altenhain  |
| Naunhof       | Klinga                                      | Beiersdorf |

## Geschichte

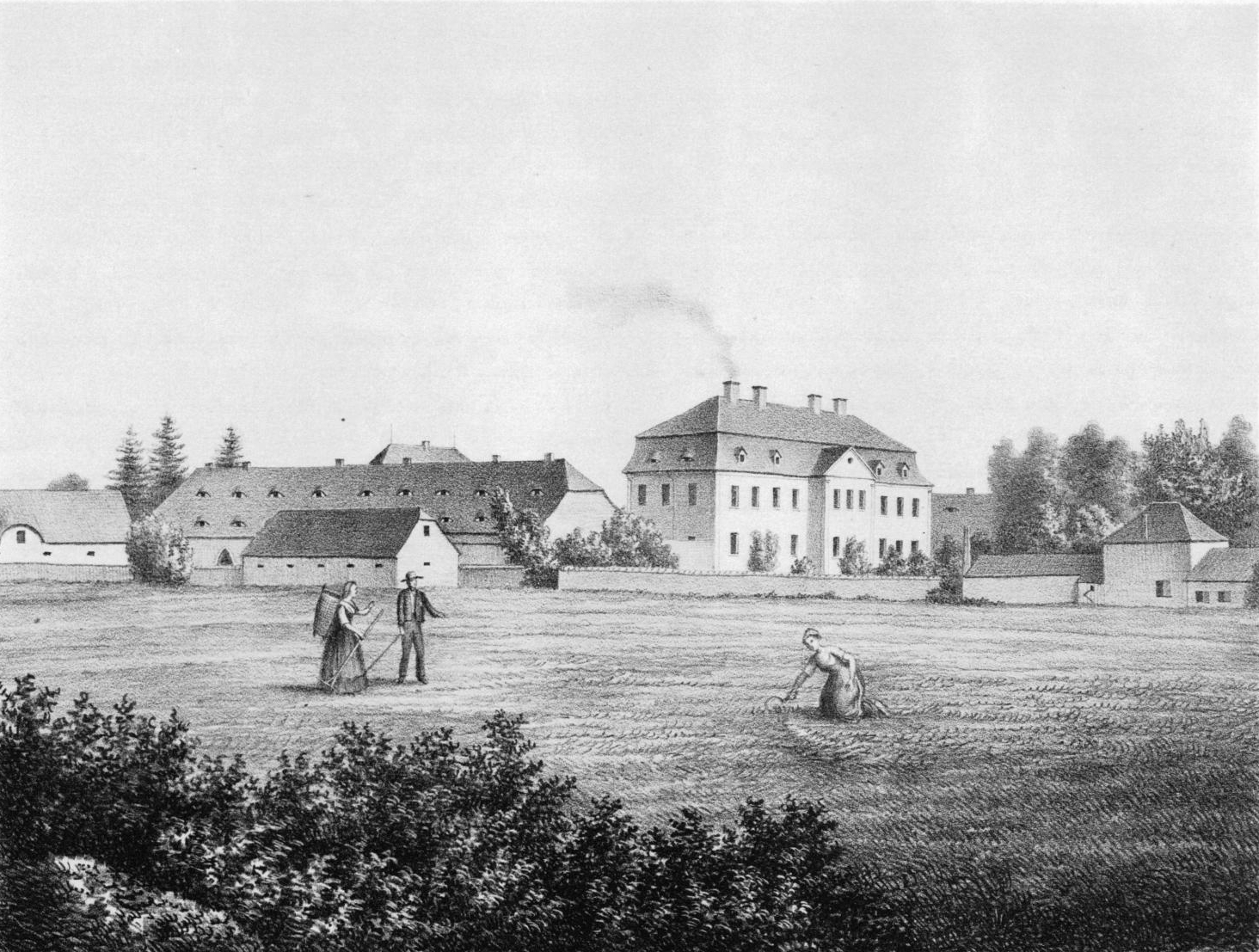
Rittergut Ammelshain (um 1860)

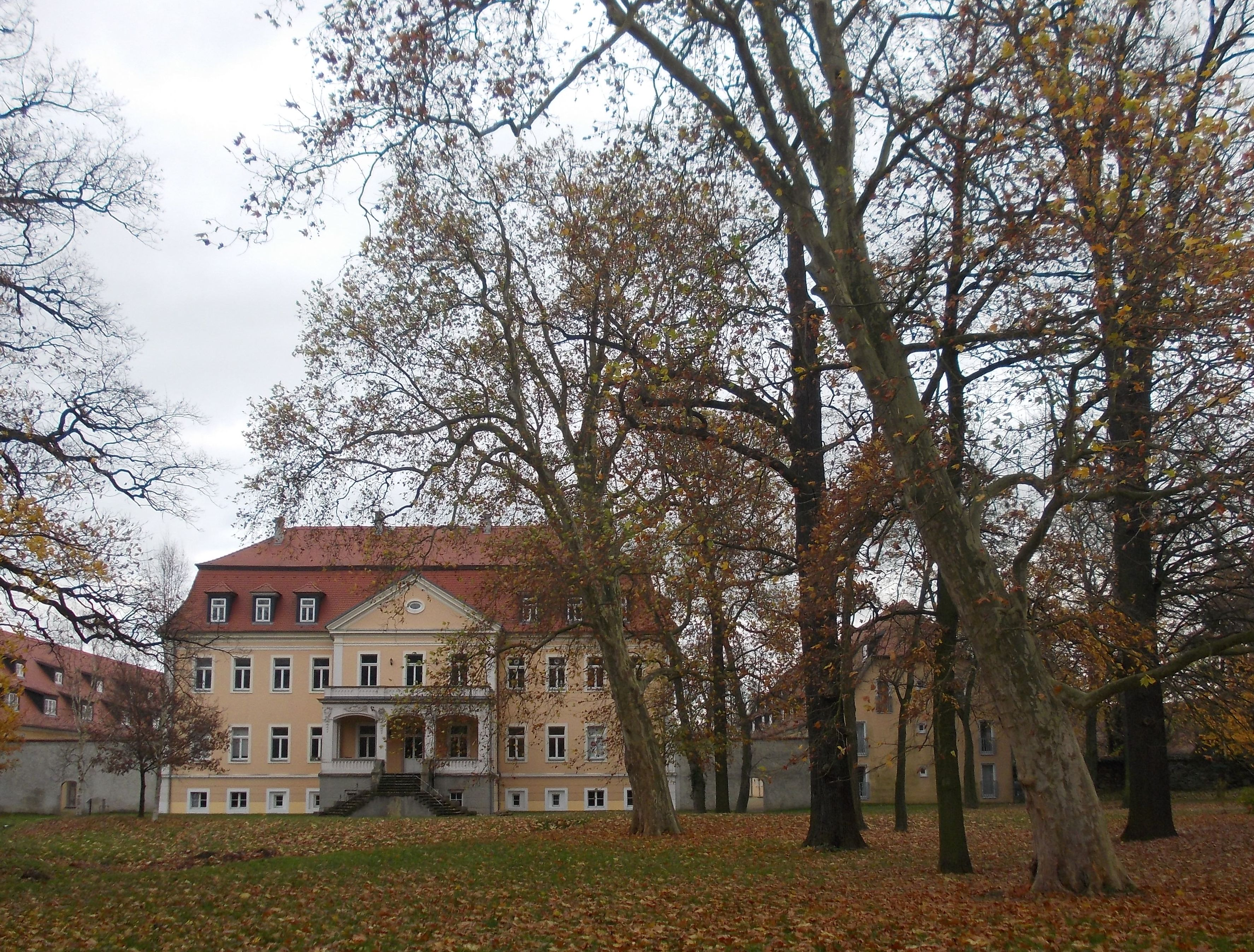
Schloss Ammelshain

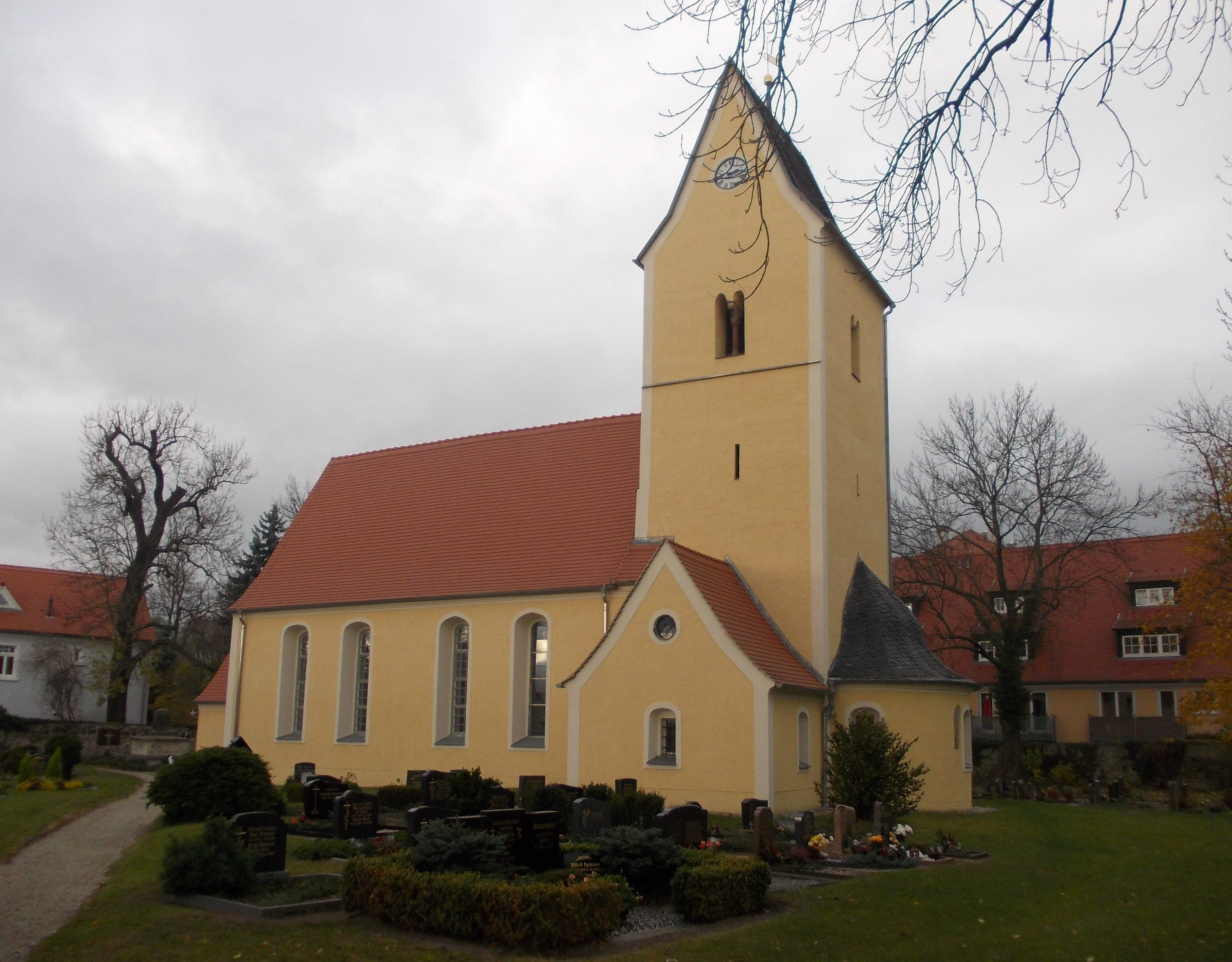
Die Kirche Ammelshain (2014)

Die erste belegte Ortsnamenform datiert von 1350 als Ammulungeshain. August Schumann nennt 1814 im Staats-, Post- und Zeitungslexikon von Sachsen Ammelshain betreffend u. a.: 

„Es hat ein altschriftsässiges Rittergut, eine Tochterkirche von Polenz, eine Mühle von 2 Gängen und 250 Einwohner, welche fast 10 Hufen, 9 Pferde und 90 Stück Rindvieh besitzen, […].“

Albert Schiffner ergänzt 1827 u. a.: 

„Es hat 48 Häuser und gegen 300 Einwohner. […] Die Kinder sind zur Schule in Polenz gewiesen. […] Das hiesige Rittergut besaß im J. 1529 Ambros Lintacher, oder Lindbacher, ein Leipziger Patrizier, von welchem es im J. 1531 Wilhelm von Lindenau auf Polenz erkaufte. Noch 1753 waren dessen Nachkommen im Besitz; jedoch im J. 1763 starb als hiesiger Gerichtsherr der Kammerherr Ernst Ludwig von Wilke, dessen Familie es noch im J 1790 gehörte. Im Jahre 1819 war es vier unmündigen Brüdern von der Beck zuständig. Nach alten Verträgen darf hier, einen Leinweber ausgenommen, kein Handwerker seyn. Später werden sich aber wohl Hufschmidte, Schneider und Schuhmacher, auch wohl Fleischer eingeschlichen haben.“

Ergänzung; Das Gut wurde 1793 vom Amtshauptmann August Moritz von Wilke verkauft, 1813 hinterließ  der Leipziger Kaufmann Johann Reinhard von der Becke das Gut seinen Kindern.

Weiterhin heißt es im Werk „Neue Sächsische Kirchengalerie“ von 1911 den Ort betreffend u. a.: 

„Ammelshain hat 454 Einwohner, zum Teil Begüterte, seit neuerer Zeit eine größere Anzahl Steinbruchsarbeiter.“

Mit Inbetriebnahme der Bahnstrecke Beucha–Trebsen am 1. Oktober 1911 erhielt Ammelshain Eisenbahnanschluss. Der Reiseverkehr zwischen Brandis und Trebsen wurde am 28. September 1997 eingestellt.
Zum 1. Januar 1994 wurde Ammelshain nach Naunhof eingemeindet.
Seit dem Jahr 2010 findet jedes Jahr im August, ein regionales Oldtimer- und Traktorentreffen in Ammelshain statt. Was bis jetzt Jahr für Jahr mehr Besucher nach Ammelshain lockte. Im ersten Jahr waren es ca. 60 Aussteller bzw. Fahrzeuge und ein Jahr später schon 170. Das Oldtimer- und Traktorentreffen 2012 hat alle Erwartungen und Planungen der Veranstalter übertroffen, insgesamt waren über beide Veranstaltungstage ca. 330 Fahrzeuge ausgestellt, von ganz klein (einem Hochrad um 1900) bis ganz groß (einem Tatra 813 8x8) war fast alles vertreten was die Automobilgeschichte des letzten Jahrhunderts geprägt hat. Bei dem Oldtimertreffen im Jahr 2014 konnte ein neuer Aussteller-Rekord von über 500 gezeigten Fahrzeugen aufgestellt werden. Über die Besucherzahlen gibt es keine verlässlichen Angaben, da das Treffen über zwei Tage geht und bei freiem Eintritt ein ständiges Kommen und Gehen zu verzeichnen ist. Nach Schätzung der Veranstalter haben 2014 ca. 5000 interessierte Besucher das Oldtimertreffen in Ammelshain besucht.

## Entwicklung der Einwohnerzahl
| Jahr | Einwohnerzahl                           |
| ---- | --------------------------------------- |
| 1551 | 28 besessene Mann, 26 Inwohner          |
| 1764 | 29 besessene Mann, 39 Gärtner, 14 Hufen |
| 1834 | 307                                     |
| 1871 | 379                                     |
| 1890 | 431                                     |

| Jahr | Einwohnerzahl |
| ---- | ------------- |
| 1910 | 528           |
| 1925 | 572           |
| 1939 | 603           |
| 1946 | 885           |
| 1950 | 953           |

| Jahr | Einwohnerzahl |
| ---- | ------------- |
| 1964 | 874           |
| 1990 | 753           |
| 1993 | 755           |

## Verkehr
Ammelshain liegt im Verbundgebiet des Mitteldeutschen Verkehrsverbundes und ist durch die Regionalbus Leipzig mit zwei PlusBus- sowie weiteren Regionalbuslinien angebunden. Südlich und westlich der Ortslage verläuft die Bundesautobahn 14, mit der südlich des Dorfes gelegenen Anschlussstelle Klinga. Durch den Ort führt die Staatsstraße 45 Grethen–Gerichshain, über die Kreisstraße 8364 besteht zudem Anschluss an Altenhain.

## Sehenswürdigkeiten
- Kirche Ammelshain
- Schloss Ammelshain